# Gimantis assamica
Gimantis assamica (лат.) — вид богомолов рода Gimantis из семейства Gonypetidae.

## Распространение
Встречается в Южной Азии: Индия (штаты Ассам, Одиша, Тамилнад).

## Описание
Длина около 2 см. Основная окраска тела коричневая, крылья гиалиновые и дымчатые. Лобный склерит чёрный, часто в виде полосы у самца. Пронотум короткий. Передние ноги: тазики и бёдра коричневые с чёрными точками; голени с коричневато-чёрными трёхкольчатыми полосами, бёдра коричневые с чёрными точками; 1-й членик передних лапок трёхкольчатый, остальные широко черноватые у дистальных частей, бедро имеет 4 дисковидных и 4 наружных шипа, внутренних шипов 10. Первые два наружных шипа очень близко расположены. Переднее крыло коричневое непрозрачное, овальной формы. Тергиты брюшка с чёрной полосой по заднему краю.. Передние ноги: бёдра крупные с 4 наружными шипами, расположенными на равном расстоянии, 2-й и 3-й шипы меньше двух других; передние голени с 11 наружными шипами.